# エドメ・ブーシャルドン
エドメ・ブーシャルドン（Edmé Bouchardon、1698年5月29日 - 1762年7月27日）は、フランスの彫刻家、である。従来はエドム・ブーシャルドン（Edme Bouchardon）として知られていた。彫金家、建築家、版画の下絵画家としても働いた。新古典主義の彫刻のパイオニアである。

## 略歴
フランス中部のショーモンで、彫刻家のジャン＝バティスト・ブシャルドン（Jean-Baptiste Bouchardon: 1667–1742）の息子に生まれた。16人の両親の子供のうち、兄のジャケット・ブーシャルドン（Jacquette Bouchardon: 1694-1756）は彫刻家になり、父の工房を引き継ぎ、弟のジャック＝フィリップ・ブーシャルドン（1711-1753）も彫刻家になった。
エドメ・ブーシャルドンは父親の工房で働いた後、有名な彫刻家の一族のギヨーム・クストゥー（Guillaume Coustou: 1677-1746）の弟子になり、1722年に王立絵画彫刻アカデミーのローマ賞を受賞し、1723年にローマに出発し、在ローマ・フランス・アカデミーで9年間修業した。ローマでは、古代の彫刻の複製を制作して修行し、教皇ベネディクトゥス13世の胸像も制作した。
1732年にフランスに帰国すると、すぐにルーブル宮殿に部屋を与えられ、1732年に宮廷彫刻家に任じられた。1733年に王立絵画彫刻アカデミーの会員候補になり、1744年に現在ルーブル美術館に所蔵されている「十字架を背負うキリスト」の大理石像を提出してアカデミーの会員になった。1745年に教授の称号を得た。
エドメ・ブーシャルドンは50点あまりの彫刻作品を残し、代表作には1745年に完成したパリ、グルネル通りの「四季の泉（Fontaine des Quatre-Saisons）」の彫刻などがある。1751年にはルイ15世の騎馬像の注文を受け、晩年までこの作品に取り組むが未完となり、没後、弟子のジャン・バティスト・ピガール（Jean-Baptiste Pigalle: 1714-1785）によって、1777年に青銅像として作品は完成したが、青銅像は1792年のフランス革命中に、引き倒され、溶解されて失われた。

## 作品

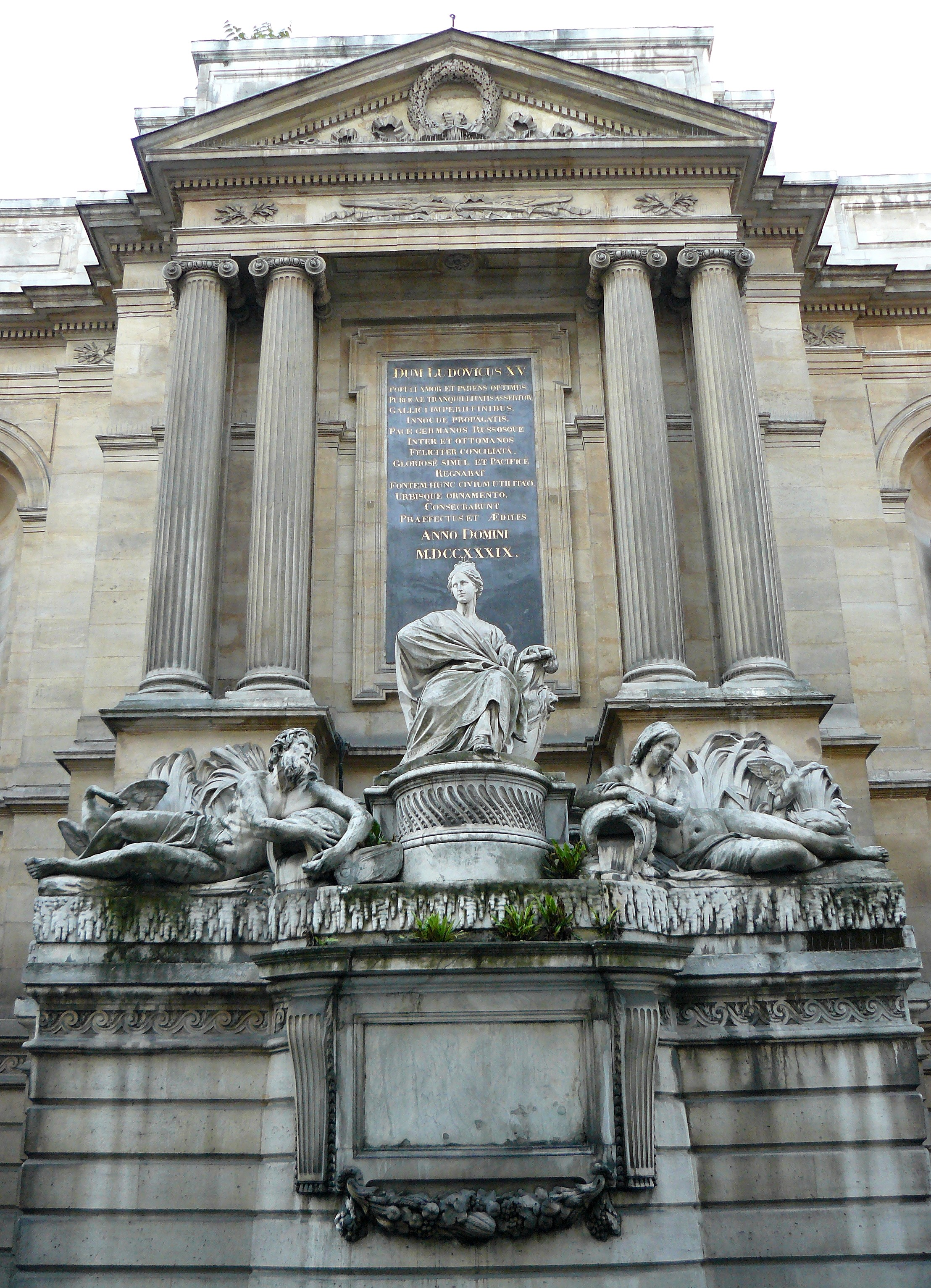
四季の泉（Fontaine des Quatre-Saisons）
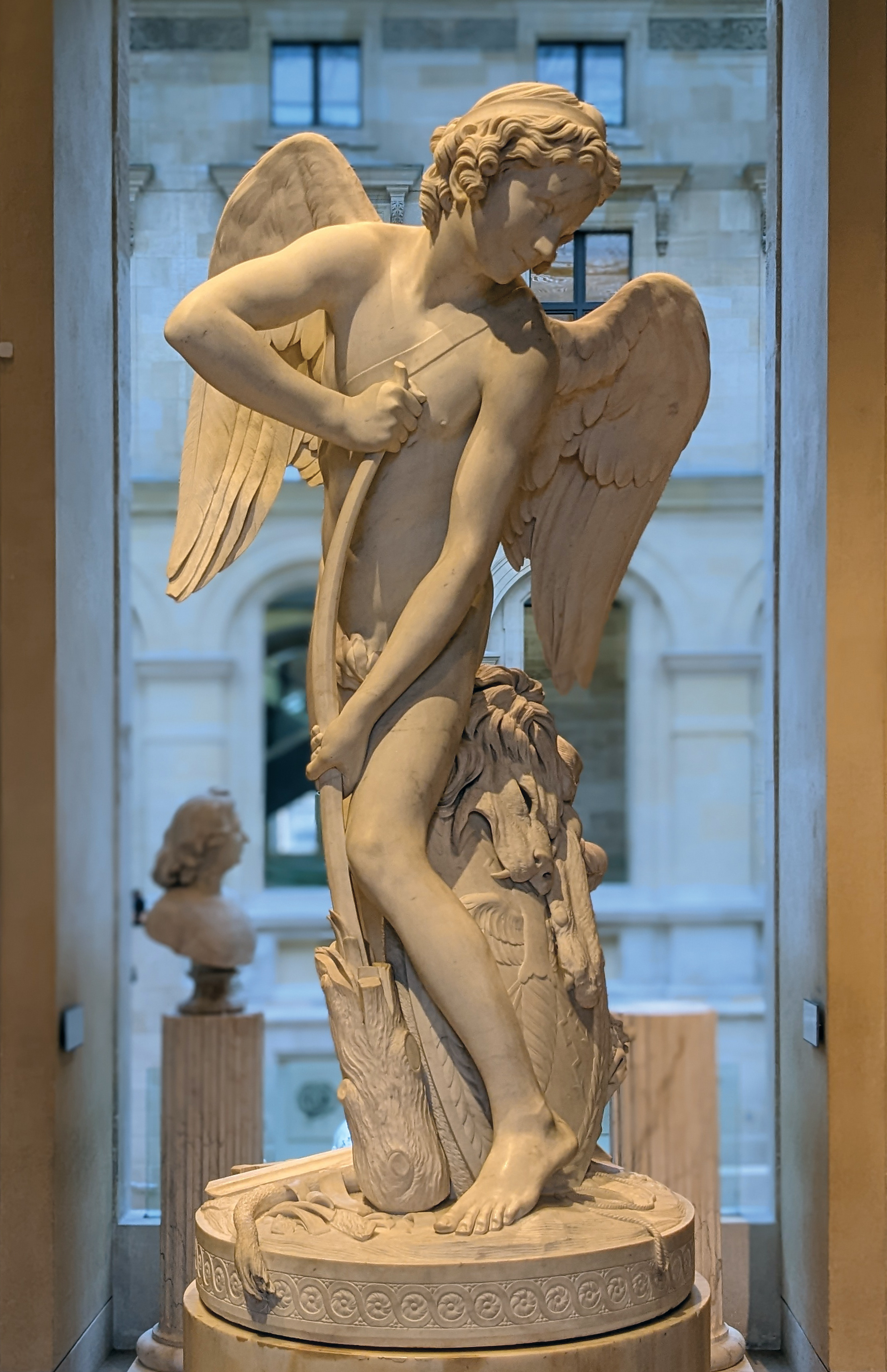
ヘラクレスの棍棒を模した弓を作るアモール (1750) ルーブル美術館
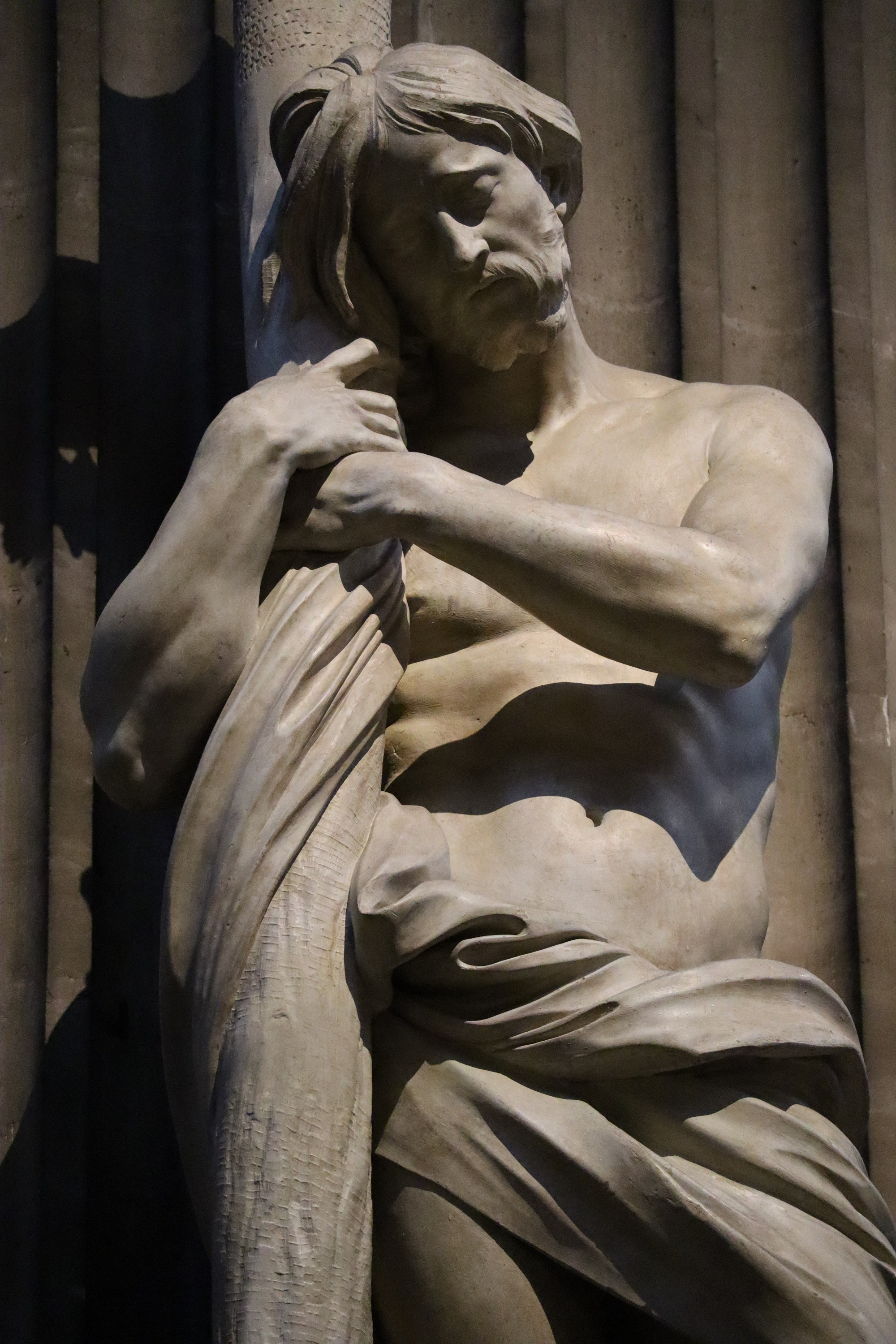
パリ、サン＝シュルピス教会のキリスト像
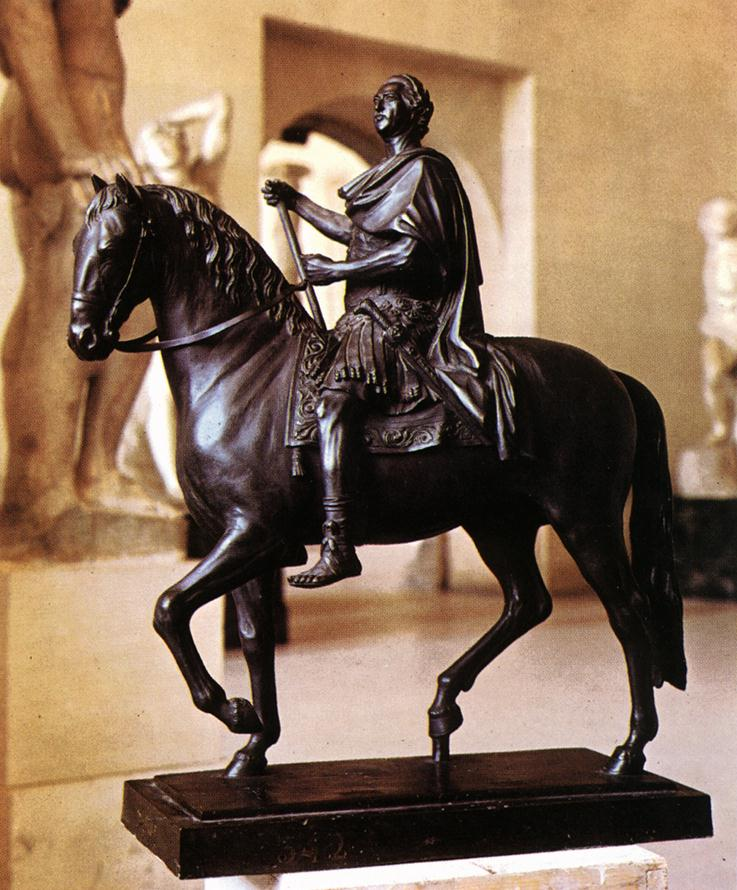
ルイ15世騎馬像のモデル